# Rocca Malatestiana (Santarcangelo di Romagna)
La rocca Malatestiana, nota anche come castello di Santarcangelo, è una fortificazione sulla sommità di una collina nel comune di Santarcangelo di Romagna.

## Storia
La rocca risale almeno alla fine del IX secolo in quanto viene citata nel "Codice Bavaro" dove si parla di un “chastrum sancti arcangeli” sul Mons Iovis. Fu parte dei domini dei Malatesta dal 1295 al 1500. Nei secoli la struttura subì profonde modifiche tanto che della struttura originaria rimangono solo alcune tracce nelle mura. Carlo Malatesta nel 1386 fece edificare un nuovo torrione sulle rovine del precedente castello; Sigismondo Pandolfo Malatesta nel 1447 decise di capitozzare quel torrione e, con il materiale avanzato, fece assumere alla rocca l'aspetto che mantenne nei secoli successivi e che meglio si adattava alle nuove tecniche militari. Federico da Montefeltro prese il castello nel 1462 ma fu poi riconquistato da Roberto Malatesta, figlio di Sigismondo Pandolfo; nel 1498 fu devastato da Cesare Borgia; venne di nuovo ripreso dai Malatesta che poi lo abbandonarono e venne preso dalla repubblica di Venezia che lo cedette allo Stato della Chiesa nel 1505; da questo momento fu concesso in enfiteusi a vari signori fino all'Unità d’Italia. Venne acquistato dai conti Baldini e poi venduto nel 1880 alla famiglia Massani che rese il castello il centro di un'azienda agricola; nel 1903 fu acquistato dalla contessa Eugenia Rasponi Murat, nipote della principessa Luisa Giulia Murat, figlia di Carolina Bonaparte, sorella di Napoleone, e di Gioacchino Murat; alla sua morte, in assenza di eredi diretti, venne ereditato dal cugino, conte Giovanni Battista Spalletti Trivelli, nonno della principessa Marina Colonna di Paliano, che lo erediterà definitivamente nel 1992.